# Локомотив (Тернопіль)
Локомотив — колишній аматорський футбольний клуб у місті Тернопіль.

## Відомості
У 1945 році після реорганізації Українського Спортового Товариства «Поділля» більшість футболістів команди «Поділля» увійшли до команди ДСТ «Локомотив».
У 1948 році разом з «Динамо» та «Спартаком» розіграли кубок Тернополя. Трофей вибороли залізничники, які перемогли динамівців 2:1 та спартаківців 13:2 відповідно.

### Досягнення

#### Обласна арена
- Чемпіон Тернопільської області з футболу — 1947, 1949, 1952
- Володарі Кубка Тернопільської області з футболу — 1947, 1949

#### Всеукраїнські змагання
Учасник розіграшів першостей України
- 1946 року (IV зона); змагались зі спартаківцями Ужгороду, Львова, Чернівців, Станіславова, Дрогобича, динамівцями Рівного та Луцька, провели з ними 8 матчів, здобули 2 нічиї, решту програли, загальна ріжниця 9:38.[1]
- 1949 року перемогли у 9-й зоні, виграли всі матчі, ріжниця 23:6. Поступились, зокрема, ДО (Київ) 0:1 у другій півфінальній групі, посіли 3-є місце.

### Відомі гравці
- Муран Петро Микитович (1910—1997) — грав за команду «Поділля», завершив активні виступи у 47-річному віці.[2]